# Julien Stéphan
Pour les articles homonymes, voir Stephan.
Julien Stéphan, né le 18 septembre 1980 à Rennes (Ille-et-Vilaine), est un footballeur et entraîneur français de football. Il est en 2025 l'entraîneur des Queens Park Rangers.
Fils de Guy Stéphan, il est l'entraîneur de l'équipe première du Stade rennais FC entre décembre 2018 et mars 2021, club avec lequel il remporte la Coupe de France 2018-2019 face au Paris Saint-Germain et qualifie le club en Ligue des champions lors de la saison suivante. Il devient par la suite l'entraîneur du RC Strasbourg Alsace entre mai 2021 et janvier 2023. À la suite du départ de Bruno Génésio, il redevient l'entraîneur du Stade rennais FC de novembre 2023 à novembre 2024.

## Biographie

### Carrière de joueur
Fils de Guy Stéphan, Julien Stéphan naît le 18 septembre 1980 à Rennes, en Ille-et-Vilaine, alors que son père dispute son unique saison au Stade rennais FC. Il commence le football à l'âge de 7 ans dans le ville de Montceau-les-Mines alors que son père est l'entraîneur du FC Montceau Bourgogne. Suivant les déplacements familiaux au gré des postes occupés par son père, il fréquente successivement les centres de formation de l'Olympique lyonnais entre 1995 et 1996, du FC Girondins de Bordeaux en 1997, avant d’intégrer celui du Paris Saint-Germain entre 1998 et 1999. Milieu de terrain, il y termine sa formation, et dispute quelques rencontres en CFA.
À l'été 2001, laissé libre par le Paris Saint-Germain, il quitte la capitale pour rejoindre le Toulouse FC, tout juste relégué en National. Il y signe son premier contrat professionnel. En septembre 2001, il est sélectionné par Pierre Mankowski avec l'équipe de France des moins de 21 ans (distincte de la sélection espoirs) pour disputer les Jeux Méditerranéens à Tunis, en compagnie notamment de Sébastien Squillaci, Florent Balmont et Nicolas Douchez. Il joue 4 matches dont 3 titulaires et termine à la 3e place de la compétition. Lors de cette saison, il dispute quelques rencontres avec son club, et est marqué par la catastrophe d’AZF, qui perturbe la saison des Violets. Il passe ensuite par le Racing Club de France. Lors de ses deux saisons au Stade briochin, il passe aussi sa maîtrise de sciences et techniques des activités physiques et sportives (STAPS) à l'université Rennes 2. À cette occasion, il est sélectionné en équipe de France universitaire (FFSU). Il finit sa carrière de joueur en 2008 au FC drouais.

### Carrière d'entraîneur
Au FC drouais, en continuant à jouer en CFA 2, il commence à passer ses diplômes, tout en entraînant les U19 pendant trois saisons. Après l'arrêt de sa carrière de joueur, il entraîne des équipes de jeunes successivement à LB Châteauroux, auprès des U15, puis au FC Lorient, dont il dirige les U17 durant deux saisons. En 2012, Julien Stéphan retrouve Rennes, sa ville natale, et devient l’entraîneur des U19 du Stade rennais FC, en succédant à Régis Le Bris. Il fait rapidement ses preuves et, à l’été 2015, il succède à Laurent Huard au poste d’entraîneur de l’équipe réserve, avec succès puisque, dès sa première saison, il fait remonter l'équipe réserve en CFA, notamment en y lançant plusieurs jeunes du centre de formation. En mai 2016, ses pairs l'élisent meilleur entraîneur du groupe A de CFA 2.

#### Stade rennais FC: victoire en Coupe de France, troisième place en championnat et Ligue des champions
Le 3 décembre 2018, au lendemain d'une défaite sur le score de 1-4 face au RC Strasbourg au Roazhon Park, le Stade rennais FC décide de mettre à pied Sabri Lamouchi et de nommer en intérim Julien Stéphan. La période d'intérim se passe idéalement avec deux victoires sur le score de 2-0, face à l'Olympique lyonnais et le Dijon FCO, poussant ainsi le club à lui offrir, le 12 décembre 2018, un contrat jusqu'en juin 2020.
Le lendemain, le club gagne à nouveau 2-0 grâce à un doublé d'Ismaïla Sarr face au FK Astana, offrant ainsi au Stade rennais FC la première qualification de son histoire en seizième de finale de la Ligue Europa. Le néo-entraîneur de Ligue 1 gagne le 19 décembre 2018 son quatrième match consécutif en remportant le derby contre le FC Nantes (2-1) et en qualifiant le Stade rennais FC pour les quarts de finale de la Coupe de la Ligue (que le Stade rennais FC perdra aux tirs au but face à l'AS Monaco). Pour sa cinquième victoire consécutive, le club pulvérise le Nîmes Olympique, promu et surprise du début de saison, sur le score de 4-0 avec des buts de Benjamin André, Benjamin Bourigeaud et un doublé de Jordan Siebatcheu.
Le 6 janvier 2019, après que le Stade rennais FC est mené 0-2 à domicile par le Stade brestois grâce à un doublé de Gaëtan Charbonnier, les Rouge et Noir reviennent rapidement au score (2-2) et remporte le match à la suite d'une séance de tirs au but dantesque qualifiant ainsi le club pour les seizièmes de finale de la Coupe de France, permettant ainsi au club d'être pour la première fois de son histoire encore en lice dans 4 compétitions différentes (Ligue 1, Coupe de France, Coupe de la Ligue et Ligue Europa).
Le 13 janvier 2019, il remporte son troisième derby et le deuxième contre le FC Nantes, en battant les hommes de Vahid Halilhodžić 1-0 dans leur stade de la Beaujoire, une performance que le Stade rennais FC n'avait pas réalisée depuis le 22 octobre 2016 et un doublé de Kamil Grosicki. Le 21 février 2019, il permet au Stade rennais FC de réaliser une première dans son histoire européenne en se qualifiant pour les huitièmes de finale de la Ligue Europa en éliminant le Real Betis (3-3, puis 1-3).

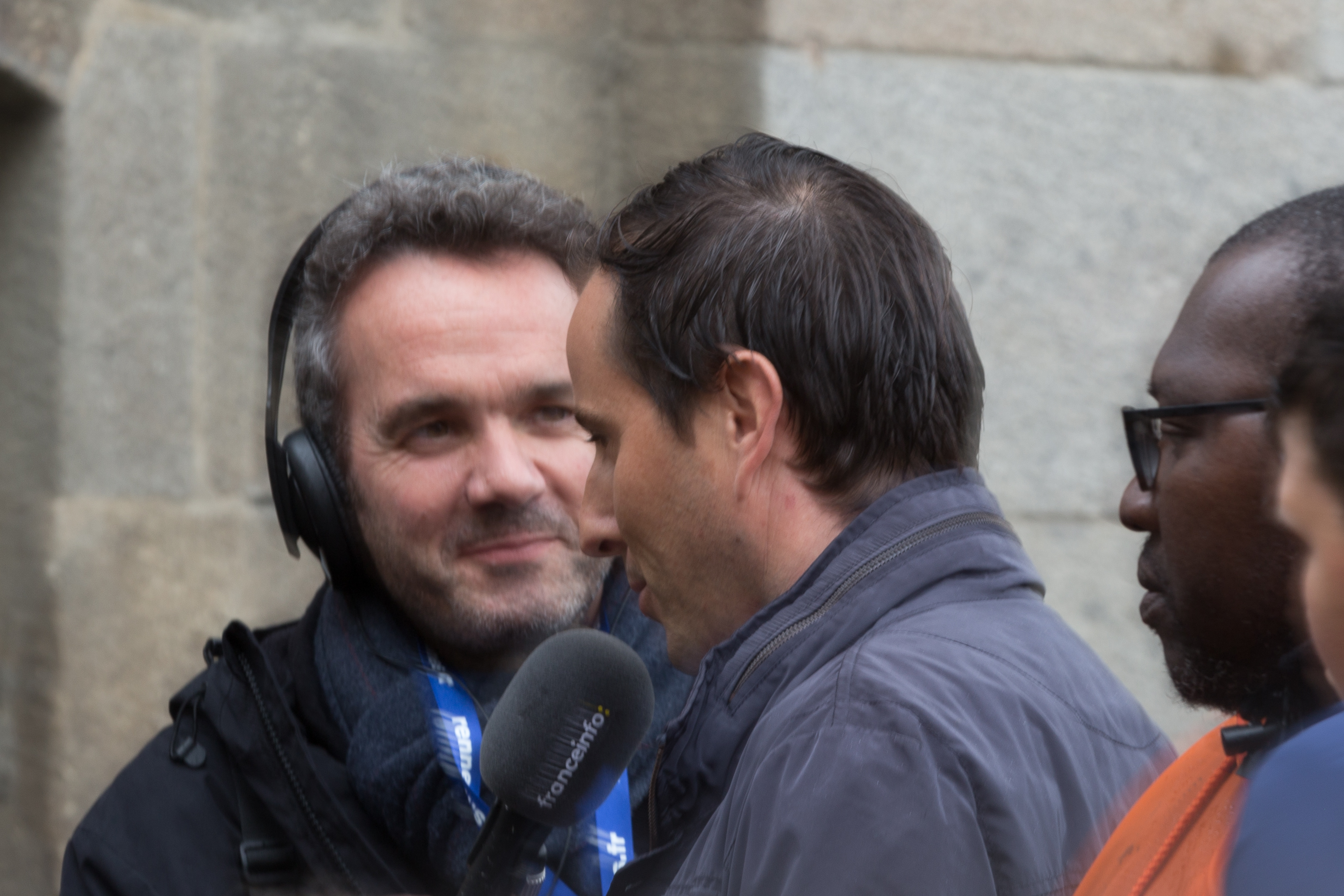
Julien Stéphan interviewé le lendemain de la victoire en Coupe de France 2019.

Le 7 mars 2019, le Stade rennais FC bat l'équipe du Arsenal FC en huitième de finale sur le score de 3-1 et prend une bonne option pour la qualification en quart de finale mais sans pouvoir concrétiser au match retour (défaite 3-0). Le 27 avril 2019, Julien Stéphan fait sensation en remportant la Coupe de France face au Paris Saint-Germain (2-2, 6-5 t.a.b), quadruple tenant du titre. Le club remporte sa troisième Coupe de France, quarante-huit ans après la dernière en 1971. Il devient alors le deuxième entraîneur du club à réaliser cet exploit, derrière Jean Prouff. Il permet ainsi au Stade rennais FC de décrocher un billet pour la phase de groupes de la Ligue Europa.
Lors de la saison 2019-2020 et malgré un parcours décevant en Ligue Europa (4e du groupe), il arrive à faire hisser le club à la 3e place du championnat, pour la première fois de son histoire. Durant la saison, en février 2020, Olivier Létang alors président exécutif du Stade rennais FC, est démis de ses fonctions par la famille Pinault, propriétaire du club. Cette dernière lui reproche notamment « son bras de fer avec le coach Julien Stéphan et son omniprésence dans toutes les composantes du club ». Le championnat est arrêté à la mi-mars en raison du confinement appliqué en France et de l'interdiction des manifestations sportives jusqu'en septembre 2020. Cette 3e place acquise par le Stade rennais FC est synonyme de phase de groupe de la Ligue des champions à la suite des qualifications de l'Inter Milan, de Manchester United, du Séville FC et du Chakhtar Donetsk pour les demi-finales de la Ligue Europa. C'est une première dans l'histoire du club,. 
Le 1er mars 2021, il démissionne de son poste d'entraîneur du Stade rennais FC à la suite de mauvais résultats acquis depuis le début de l'année,. En effet, depuis le 17 janvier 2021, l'équipe reste sur une mauvaise série avec un seul match gagné toutes compétitions confondues.

#### RC Strasbourg: année exceptionnelle puis résultats médiocres

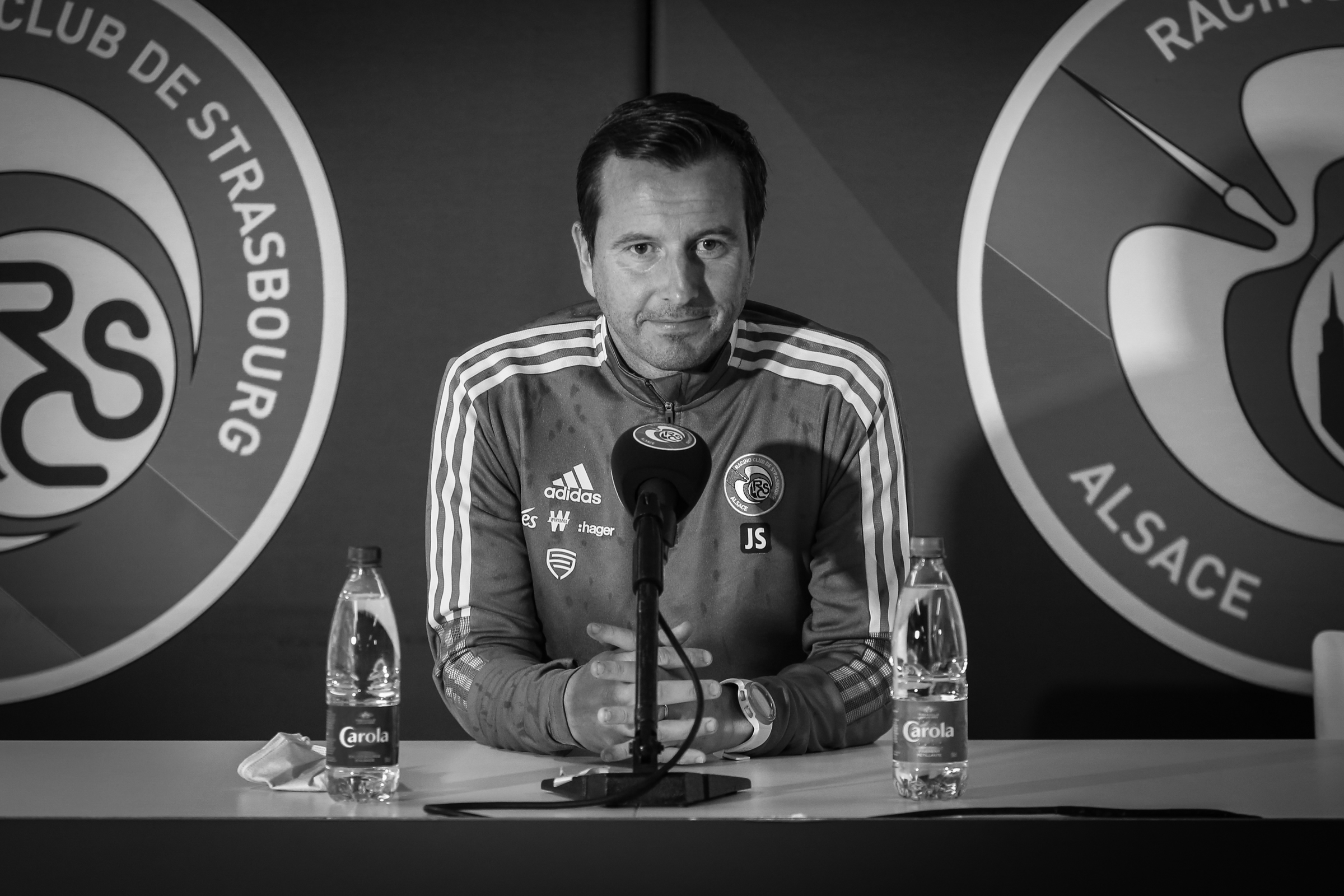
Julien Stéphan en conférence de presse avec le RC Strasbourg (2021).

Le 28 mai 2021, Julien Stéphan est nommé entraîneur du RC Strasbourg en y paraphant un contrat de trois ans,,. Le début de saison est assez compliqué avec une défaite initiale à domicile contre l'Angers SCO (0-2) où le nouvel entraîneur du RC Strasbourg avait tenté un premier système en 4-4-2. Après des défaites contre le Paris Saint-Germain et l'Olympique lyonnais, Julien Stéphan adopte un 5-3-2 plus pragmatique mais qui convient bien mieux aux joueurs, d'autant plus que la défense se voit renforcée des arrivées de Maxime Le Marchand et surtout de Gerzino Nyamsi (en provenance du Stade rennais FC, que Julien Stéphan a bien connu et qui se révèlera comme le nouveau patron de la défense). Sa première victoire est acquise le 29 août 2021 lors de la 4e journée sur le score de 3-1 contre le Stade brestois à la Meinau. 
Le RC Strasbourg enchaîne alors les bons résultats tout au long de la première partie de saison, jusqu'à se hisser à une surprenante 4e place au soir de la 21e journée de championnat le 19 janvier 2022 à la suite d'une victoire contre le Clermont Foot (0-2). Entre novembre 2021 et janvier 2022, l'équipe est la 2e meilleure attaque du championnat (juste derrière le Paris Saint-Germain) avec son duo de feu composé de Ludovic Ajorque et de Habib Diallo (18 buts à eux deux). Ils sont suivis par Adrien Thomasson (7 buts) et Kevin Gameiro (6 buts). L'équipe de Julien Stéphan enchaîne 3 victoires consécutives à l'extérieur sans encaisser de buts, ce qui est une première dans l'histoire du RC Strasbourg en 61 saisons en Ligue 1. De la 6e à la 21e journée de championnat, le RC Strasbourg engrange 31 points (seul le Paris Saint-Germain fait mieux sur la même période) et compte 35 points à la 21e journée, soit sa meilleure demi-saison depuis le titre en 1978-1979. Il faut enfin remonter à la saison 1996-1997 pour retrouver le RC Strasbourg aussi haut dans le classement à ce stade de la compétition.
Finalement, pour sa première saison à la tête de l'équipe, Julien Stéphan hisse le RC Strasbourg à une exceptionnelle 6e place, se battant pour l'Europe jusqu'aux dernières minutes du dernier match (défaite 4-0 à l'Olympique de Marseille). Avec 63 points, le RC Strasbourg réalise là l'une des meilleures saisons de son histoire en Ligue 1. Il faut remonter à la saison 1979-1980 pour retrouver le RC Strasbourg aussi haut dans le classement (5e). Toutes les statistiques de cette saison 2021-2022 font partie des meilleures réalisées par le club ces 40 dernières années, avec un total de 17 victoires, 12 nuls et seulement 9 défaites (seul le Paris Saint-Germain compte moins de défaites sur la saison (4) et à égalité avec l'Olympique de Marseille et l'AS Monaco (9)). En cours de saison, le RC Strasbourg a enchainé 11 matchs consécutifs sans défaite (seul le Paris Saint-Germain fait mieux sur la saison). 
Au terme de la saison 2021-2022, Julien Stéphan est nommé meilleur entraîneur de Ligue 1 selon les notes moyennes du journal L'Équipe. Il arrive notamment devant Bruno Génésio. L'entraîneur alsacien est également nommé parmi les meilleurs entraîneurs de Ligue 1 par ses pairs aux trophées UNFP. C'est finalement Bruno Génésio, l'entraîneur du Stade rennais FC, qui est élu meilleur entraîneur de la saison. Antoine Kombouaré (FC Nantes), Christophe Galtier (OGC Nice) et Jorge Sampaoli (Olympique de Marseille) étaient également nommés pour ce titre.
Le 9 janvier 2023, Julien Stephan est mis à pied par le RC Strasbourg à la suite de ses mauvais résultats depuis le début de la saison et d'une élimination dès les 32es de finale de la Coupe de France par l'Angers SCO. Il est remplacé jusqu'à nouvel ordre par Mathieu Le Scornet, son adjoint de longue date.
En août 2023, Julien Stéphan fait partie des quatre candidats officiels (avec Sabri Lamouchi, Jocelyn Gourvennec et Thierry Henry) au poste de sélectionneur de l'équipe de France espoirs pour succéder à Sylvain Ripoll mais n'est pas choisi, le poste revenant à Thierry Henry.

#### Retour au Stade rennais FC: pas de qualification européenne et mauvais début de saison
Le 19 novembre 2023, le Stade rennais FC annonce à travers un communiqué le départ de Bruno Génésio d'un commun accord et l'arrivée de Julien Stéphan,,. Julien Stéphan avait par ailleurs répété à plusieurs reprises son regret d’être parti du club Rouge et Noir, une décision « précipitée, avec du recul » d'après ses propres mots,. Le lendemain, il est officiellement présenté à la presse comme entraîneur général de l'équipe première jusqu'à la fin de la saison. En préparation de son premier match, Julien Stéphan décide de confier le brassard de capitaine au gardien Steve Mandanda en remplacement de Benjamin Bourigeaud, celui-ci ainsi que Nemanja Matić étant désignés « capitaines de terrain ». Pour son premier match depuis son retour à la tête du Stade rennais FC, il permet au club breton de renouer avec la victoire grâce à un succès trois buts à un contre le Stade de Reims.
Après avoir terminé deuxième de son groupe derrière le Villarreal CF en Ligue Europa, les Rouge et Noir affrontent l'AC Milan lors des barrages de la phase à élimination directe,. En Coupe de France, le Stade rennais FC élimine successivement l'EA Guingamp au stade de Roudourou (victoire, 0-2), l'Olympique de Marseille à domicile (match nul, 0-0 puis 9-8 aux tirs au but) et le FC Sochaux-Montbéliard au stade Auguste-Bonal (victoire, 1-6). Lors du match aller au stade San Siro, les hommes de Julien Stéphan sont battus assez nettement sur le score de trois buts à zéro. Dans un Roazhon Park à guichets fermés, les Rouge et Noir remportent le match retour sur le score de trois buts à deux grâce à un triplé de Benjamin Bourigeaud. Le résultat est malheureusement insuffisant pour qualifier le Stade rennais FC au tour suivant (3-5 en cumulé). Lors des quarts de finale de Coupe de France, les Rennais affrontent Le Puy Football au stade Geoffroy-Guichard et se qualifient en s'imposant sur le score de trois buts à un.
Le 25 mars 2024, alors qu'il est engagé avec le Stade rennais FC jusqu'à la fin de le saison, il prolonge son contrat de deux années supplémentaires, jusqu'en juin 2026,. En cas de qualification européenne en 2025 et 2026, son contrat sera automatiquement prolongé jusqu'en juin 2027,. Concernant sa prolongation, il dit : « Avec le staff, on est très heureux de poursuivre dans cette belle maison. Ça va dans la logique de ce qu'on vit ensemble depuis quatre mois et demi ». Le club breton est éliminé de la Coupe de France lors des demi-finales par le Paris Saint-Germain en s'inclinant un but à zéro sur la pelouse du Parc des Princes. En championnat, les Rennais terminent leur saison 2023-2024 à la 10e place du classement avec 46 points amenant les Rouge et Noir à ne pas se qualifier pour une compétition européenne, une première depuis six saisons,,.
Le 7 novembre 2024, après un mauvais début de saison 2024-2025 avec seulement 11 points engrangés en dix journées et une lourde défaite à l'extérieur sur le score de quatre buts à zéro face au promu de l'AJ Auxerre, le Stade rennais FC annonce à travers un communiqué « engager une procédure à l’endroit de Julien Stéphan ainsi que de ses adjoints Denis Zanko et Bouziane Benaraïbi »,,. Julien Stéphan est donc mis à pied par le club breton et remplacé par Sébastien Tambouret qui assure l'intérim de l'équipe première jusqu'à la nomination d'un nouvel entraîneur,.

#### Queens Park Rangers: découverte de l'Angleterre avec la Championship
Le 25 juin 2025, Julien Stéphan est officiellement nommé entraîneur des Queens Park Rangers,,. Il y paraphe un contrat de deux ans avec une année supplémentaire en option,. L'entraîneur français est accompagné d'Alou Diarra qui y occupera le poste d'assistant,,. Lors de la préparation estival, son bilan avec l'équipe londonienne est de deux victoires (Stevenage FC et Toulouse FC), deux matchs nuls (Cardiff City et SC Heerenveen) ainsi que deux défaites (CD Castellón et Brentford FC).
Le 9 août 2025, pour son premier match officiel à la tête des Hoops, son équipe concède le match nul contre Preston North End (1-1). Après la rencontre, il déclare : « Je pense que nous avons fait une très bonne première mi-temps, collectivement. Honnêtement, les gars ont donné 100 % aujourd'hui. Nous devons continuer. Ce n'est que le premier match. Le chemin est encore long ».

## Statistiques

### Statistiques d'entraîneur
| Saison                      | Club                        | Championnat                 | Championnat | Championnat | Championnat | Championnat | Coupe(s) nationale(s) | Coupe(s) nationale(s) | Coupe(s) nationale(s) | Coupe(s) nationale(s) | Supercoupe | Supercoupe | Supercoupe | Supercoupe | Compétition(s) continentale(s) | Compétition(s) continentale(s) | Compétition(s) continentale(s) | Compétition(s) continentale(s) | Compétition(s) continentale(s) | Total | Total | Total | Total | % Victoires |
| Saison                      | Club                        | Division                    | M           | V           | N           | D           | M                     | V                     | N                     | D                     | M          | V          | N          | D          | C                              | M                              | V                              | N                              | D                              | M     | V     | N     | D     | % Victoires |
| --------------------------- | --------------------------- | --------------------------- | ----------- | ----------- | ----------- | ----------- | --------------------- | --------------------- | --------------------- | --------------------- | ---------- | ---------- | ---------- | ---------- | ------------------------------ | ------------------------------ | ------------------------------ | ------------------------------ | ------------------------------ | ----- | ----- | ----- | ----- | ----------- |
| 2016-2017                   | Stade rennais FC B          | CFA                         | 30          | 16          | 8           | 6           | -                     | -                     | -                     | -                     | -          | -          | -          | -          | -                              | -                              | -                              | -                              | -                              | 30    | 16    | 8     | 6     | 53,33%      |
| 2017-2018                   | Stade rennais FC B          | National 2                  | 30          | 8           | 8           | 14          | -                     | -                     | -                     | -                     | -          | -          | -          | -          | -                              | -                              | -                              | -                              | -                              | 30    | 8     | 8     | 14    | 26,26%      |
| 2018-2019                   | Stade rennais FC B          | National 3                  | 11          | 2           | 7           | 2           | -                     | -                     | -                     | -                     | -          | -          | -          | -          | -                              | -                              | -                              | -                              | -                              | 11    | 2     | 7     | 2     | 18,18%      |
| Total au Stade rennais FC B | Total au Stade rennais FC B | Total au Stade rennais FC B | 71          | 26          | 23          | 22          | -                     | -                     | -                     | -                     | -          | -          | -          | -          | -                              | -                              | -                              | -                              | -                              | 71    | 26    | 23    | 22    | 36,61%      |
| 2018-2019                   | Stade rennais FC            | Ligue 1                     | 23          | 9           | 8           | 6           | 8                     | 5                     | 3                     | 0                     | -          | -          | -          | -          | C3                             | 5                              | 3                              | 1                              | 1                              | 36    | 17    | 12    | 7     | 52,77%      |
| 2019-2020                   | Stade rennais FC            | Ligue 1                     | 28          | 15          | 5           | 8           | 6                     | 3                     | 1                     | 2                     | 1          | 0          | 0          | 1          | C3                             | 6                              | 1                              | 1                              | 4                              | 41    | 19    | 7     | 15    | 52,77%      |
| 2020-2021                   | Stade rennais FC            | Ligue 1                     | 26          | 10          | 8           | 8           | 1                     | 0                     | 0                     | 1                     | -          | -          | -          | -          | C1                             | 6                              | 0                              | 1                              | 5                              | 33    | 10    | 9     | 14    | 30,30%      |
| Total au Stade rennais FC   | Total au Stade rennais FC   | Total au Stade rennais FC   | 77          | 34          | 21          | 22          | 15                    | 8                     | 4                     | 3                     | 1          | 0          | 0          | 1          | -                              | 17                             | 4                              | 3                              | 10                             | 110   | 46    | 28    | 36    | 41,81%      |
| 2021-2022                   | RC Strasbourg               | Ligue 1                     | 38          | 17          | 12          | 9           | 2                     | 1                     | 0                     | 1                     | -          | -          | -          | -          | -                              | -                              | -                              | -                              | -                              | 40    | 18    | 12    | 10    | 45%         |
| 2022-2023                   | RC Strasbourg               | Ligue 1                     | 17          | 1           | 8           | 8           | 1                     | 0                     | 0                     | 1                     | -          | -          | -          | -          | -                              | -                              | -                              | -                              | -                              | 18    | 1     | 8     | 9     | 5,55%       |
| Total au RC Strasbourg      | Total au RC Strasbourg      | Total au RC Strasbourg      | 55          | 18          | 20          | 17          | 3                     | 1                     | 0                     | 2                     | -          | -          | -          | -          | -                              | -                              | -                              | -                              | -                              | 58    | 19    | 20    | 19    | 32,75%      |
| 2023-2024                   | Stade rennais FC            | Ligue 1                     | 22          | 10          | 4           | 8           | 5                     | 3                     | 1                     | 1                     | -          | -          | -          | -          | C3                             | 4                              | 2                              | 0                              | 2                              | 31    | 15    | 5     | 11    | 48,38%      |
| 2024-2025                   | Stade rennais FC            | Ligue 1                     | 10          | 3           | 2           | 5           | -                     | -                     | -                     | -                     | -          | -          | -          | -          | -                              | -                              | -                              | -                              | -                              | 10    | 3     | 2     | 5     | 30%         |
| Total au Stade rennais FC   | Total au Stade rennais FC   | Total au Stade rennais FC   | 32          | 13          | 6           | 13          | 5                     | 3                     | 1                     | 1                     | -          | -          | -          | -          | -                              | 4                              | 2                              | 0                              | 2                              | 41    | 18    | 7     | 16    | 43,90%      |
| Total sur la carrière       | Total sur la carrière       | Total sur la carrière       | 235         | 91          | 70          | 74          | 23                    | 12                    | 5                     | 6                     | 1          | 0          | 0          | 1          | -                              | 21                             | 6                              | 3                              | 12                             | 280   | 109   | 78    | 93    | 38,92%      |

## Palmarès

### En tant qu'entraîneur
| Stade rennais FC (1)                                                                  |
| ------------------------------------------------------------------------------------- |
| - Coupe de France (1) - Vainqueur : 2019. - Trophée des champions - Finaliste : 2019. |